# Station Zillebeke
Station Zillebeke was een spoorwegstation gelegen in Zillebeke, een deelgemeente van de stad Ieper. Het lag gelegen langs spoorlijn 69 (Kortrijk-Poperinge), ten westen van de Blauwepoortstraat.
Het gebouw werd opgetrokken in de jaren 1853 - 1854. Tijdens de Eerste Wereldoorlog werd het station vernietigd en na de oorlog terug heropgebouwd. Tijdens de jaren 1960 werd het gebouw afgebroken. Enkel het perron bleef deels liggen, tot het uiteindelijk volledig werd afgebroken in de jaren 2000.